# Da Li Fu
Da Li Fu ( 1961 - ) es un botánico chino, siedno destacado especialista taxonómico en la familia de las magnoliáceas.
- La abreviatura «D.L.Fu» se emplea para indicar a Da Li Fu como autoridad en la descripción y clasificación científica de los vegetales.[1]